# Poker Face
Poker Face – drugi singel amerykańskiej piosenkarki Lady Gagi, pochodzący z jej debiutanckiego albumu The Fame. Został wydany 29 września 2008 roku i stał się najlepiej sprzedającym singlem 2009 roku.

## Tworzenie i rozwój
Piosenka została napisana przez Gagę i RedOne’a, który również ją wyprodukował. Gaga wyjawiła, że piosenka została napisana o jej poprzednich chłopakach. Piosenkarka również dodała, że głównymi motywami piosenki były seks i hazard. Podczas swojej pierwszej trasy, piosenkarka przyznała, że piosenka jest również o biseksualizmie. Wokalistka również wyjaśniła wers „bluffin’ with my muffin”, że on odnosi się do tego, że to jej cipka ma pokerową twarz[sic]. Dodatkowo wspomniała, że ta linijka wzięła się z jej niewydanej piosenki „Blueberry Kisses”, która opowiada o tym, że dziewczyna chce by jej chłopak wykonał na niej cunnilingus.
„Poker Face” jest synth-popową i dyskotekową piosenką. Kiedy „Just Dance” jest szczęśliwą i mocno elektroniczną piosenką, „Poker Face” jest bardzo ciemnym utworem, którego refren zawiera czyste wokale i popowy hook. W wielu momentach utworu (na początku i po refrenie) słychać ma-ma-ma-ma, które prawdopodobnie jest nawiązaniem do piosenki zespołu Boney M, o nazwie „Ma Baker”. W brytyjskiej wersji piosenki zostały usunięte takie zwroty jak muffin, Russian roulette i gun.

## Teledysk
Reżyserem teledysku była Ray Kay z pomocą Anthony’iego Mandlera. Teledysk nagrano w willi PokerIsland.
Premiera klipu odbyła się 22 października 2008 roku. Na początku klipu Lady Gaga wychodzi z basenu; ma na sobie srebrną maskę, którą następnie zdejmuje i odrzuca. Kiedy zaczyna się refren, artystka tańczy koło basenu ze swoimi tancerzami, leży na leżaku i pije drinka. Podczas śpiewania drugiej zwrotki, Lady Gaga gra w rozbieranego pokera. Śpiewając ostatni refren, Gaga leży przy swoim chłopaku i po raz pierwszy używa kokardki na włosach. Piosenkarka wyjaśniła, że teledysk jest bardzo seksistowski i futurystyczny, gdyż tego chciała.
Teledysk wygrał nagrodę MuchMusic w 2009, w kategorii Best International Artist Video. Teledysk został również nominowany do czterech kategorii w Video Music Awars i wygrał tylko w kategorii Best New Artist.

## Wystąpienia na żywo

Gaga wykonująca utwór „Poker Face” na trasie The Monster Ball Tour.

Gaga wykonała „Poker Face” podczas sesji dla AOL, Cherrytree, MTV i BBC. Pierwszym telewizyjnym wystąpieniem piosenkarki z tą piosenką, był program American Idol w dniu 1 kwietnia 2009 roku. Gaga zagrała albumową i akustyczną wersję „Poker Face”. Piosenkarka wykonała ten utwór we włoskiej, brytyjskiej, francuskiej i amerykańskiej telewizji. Gaga wykonała „Poker Face”, wraz z „LoveGame” podczas gali rozdania nagród MuchMusic w 2009 roku oraz Video Music Awards, jako wprowadzenie przed „Paparazzi”. 3 października 2009 roku, piosenkarka wykonała akustyczną wersję tego utworu, wraz z „Bad Romance”, „LoveGame” i remiksem „Paparazzi”.
Gaga wykonywała „Poker Face” podczas jej wszystkich tras koncertowych, w wersji i albumowej, jak i akustycznej. Podczas wystąpienia piosenkarki na ceremonii rozdania nagród Grammy w 2010, Gaga wykonała „Poker Face”, jako pierwszą z trzech piosenek, które tam zagrała. Później wokalistka wykonała podczas dwóch festiwali: Radio 1's Big Weekend (w maju 2011) i Coachella (w kwietniu 2017). Piosenka została również wykonana podczas Carpool Karaoke (w październiku 2016) i podczas wystąpienia piosenkarki w przerwie meczu Super Bowl (w lutym 2017).

## Lista utworów
Australian CD Single
1. „Poker Face” (Album Version) – 3:58
2. „Just Dance” (Robots to Mars Remix) – 4:38

Promo CD
1. „Poker Face” (Radio Mix) – 3:50
2. „Poker Face” (Album Version) – 3:59
3. „Poker Face” (Dave Aude Radio Mix) – 3:53
4. „Poker Face” (Dave Aude Club Mix) – 8:13
5. „Poker Face” (Dave Aude Club Dub) – 7:20

Promo CD – Radio Mixes
1. „Poker Face” (Album Version) – 4:01
2. „Poker Face” (Glam As You Radio Mix By Guena LG) – 3:51
3. „Poker Face” (Dave Aude Radio Edit) – 3:49
4. „Poker Face” (LGG Vs. GLG Radio Mix) – 4:06
5. „Poker Face” (Jody Den Broeder Edit) – 4:21

Promo CD – Club Mixes
1. „Poker Face” (Glam As You Club Mix By Guena LG) – 7:52
2. „Poker Face” (Dave Aude Dub) – 7:27
3. „Poker Face” (LGG Vs. GLG Club Mix) – 6:33
4. „Poker Face” (Jody Den Broeder Remix) – 8:04
5. „Poker Face” (Jody Den Broeder Dub) – 8:05

iTunes EP
1. „Poker Face” (Space Cowboy Remix) – 4:54
2. „Poker Face” (Dave Aude Remix) – 8:13
3. „Poker Face” (Jody Den Broeder Remix) – 8:05

## Pozycje na listach
Poker Face został dobrze przyjęty przez krytyków na całym świecie i osiągnął sukces, zajmując szczyty list przebojów w ponad 16 krajach w tym: Wielkiej Brytanii, Australii, Nowej Zelandii i Kanadzie oraz ponad 10 europejskich listach w tym Eurochart Hot 100 Singles. Oprócz tego singel zajął pozycję #1 na najważniejszej liście przebojów w USA Billboard Hot 100. W Stanach Zjednoczonych piosenka zadebiutowała na liście Bubbling Under Hot 100 na miejscu #25 dnia 18 października 2008 r. Debiut na liście Billboard miał miejsce 3 stycznia 2009 na pozycji #92.
| Notowanie (2008)                  | Najwyższa pozycja |
| --------------------------------- | ----------------- |
| Australia ARIA Singles Chart      | 1                 |
| Austria                           | 1                 |
| Czechy                            | 2                 |
| Cypr                              | 3                 |
| Kanada Canadian Hot 100           | 1                 |
| Holandia                          | 1                 |
| Finlandia Singles Chart           | 1                 |
| Francja                           | 1                 |
| Nowa Zelandia RIANZ Singles Chart | 1                 |
| Norwegia Singles Chart            | 1                 |
| Niemcy                            | 1                 |
| Szwecja Singles Chart             | 1                 |
| Belgia Singles Chart              | 1                 |
| Dania Singles Chart               | 1                 |
| Eurochart Hot 100                 | 1                 |
| Luksemburg                        | 3                 |
| Irlandia Singles Chart            | 1                 |
| Włochy Singles Chart              | 2                 |
| Szwajcaria Singles Chart          | 1                 |
| Rumunia                           | 55                |
| UK Singles Chart                  | 1                 |
| United World Chart                | 1                 |
| Billboard Hot 100                 | 1                 |
| Hot Dance Club Play               | 1                 |
| Billboard Pop 100                 | 22                |
| Słowacja                          | 1                 |
| Portugalia                        | 43                |

## Historia wydania
| Państwo           | Data                 |
| ----------------- | -------------------- |
| Australia         | 29 września 2008     |
| Kanada · Europa   | 30 października 2008 |
| Stany Zjednoczone | 16 grudnia 2008      |
| Wielka Brytania   | 30 marca 2009        |